# Александър Обретенов
Александър Обретенов Обретенов е български изкуствовед, архитект, преподавател, общественик и администратор – професор, член-кореспондент на БАН, член на БКП (1931), член на ЦК на БКП (1962 – 72). Работи в областта на изкуствознанието, на художествената и литературна критика. Един от пионерите на марксистко-ленинската естетика в България.

## Биография
Обретенов е роден на 23 август 1903 г. в Провадия, в семейството на учители. Баща му е един от основателите на социалистическата партия в града. Възгледите на бащата определят класовата и политическа насоченост на Обретенов. По негови думи, още в гимназията той е убеден съмишленик на комунистическото движение. Гимназиалното си образование завършва във Варна (1922). Заминава за Полша (1924) – отначало следва музика в Лвов (след 1939 г. градът е в Украйна). По-късно учи архитектура и завършва в Архитектурния факултет на политехниката във Виена през 1929 г.
След завръщането си в България е архитект в БДЖ (1929 – 1931) и в Софийския гарнизон (1932 – 1934).
След Деветнадесетомайския преврат (1934) архитект Обретенов е автор на архитектурното оформление на мемориалните стени с емайлирани табели, носещи имената на загиналите военни чинове от Първи и Шести пехотни полкове, известни като „Паметник на знайния воин“ или като „Войнишки паметник“ в двора на казармите на Първи пехотен полк в София, открити през октомври 1934 г. Това е единствената известна архитектурна творба на Обретенов. Тези мемориални стени са частично разрушени при бомбардировките (1944) и изцяло премахнати заради строителството на Народния дворец на културата „Людмила Живкова“ (НДК), оформлението на околното му пространство и издигането на паметника „1300 години България“.
От началото на 30-те години Обретенов се свързва тясно с Николай Хрелков, със сътрудници на литературния комунистически печат, с прогресивни писатели и дейци на изкуството. От това време са и първите му публикации, в които отстоява възгледа за ново прогресивно изкуство. Сътрудничи на списанията „Архитектура“, „Хиперион“, „Научна мисъл“, „Брод“, „РЛФ“, „Асо“, „ЛИК“, на вестниците, „Заря“, „Кормило“ и др. Воюва срещу буржоазния модернизъм и формализъм, като прави опити да излезе с програмни постановки за значението и развитието на изкуствознанието, архитектурата и изобразителното изкуство.
Ал. Обретенов е по-голям брат на българския композитор, хоров диригент и общественик Светослав Обретенов (1909 – 1955) и на пианистката и музикален педагог проф. Люба Обретенова-Кръстева (1919 – ?), съпруга на проф. Венелин Кръстев.
Ал. Обретенов е съпруг на Бистра Георгиева Попова-Обретенова, родена на 3 август 1909 г. в гр. Дупница, с която имат две деца: дъщеря Мира Обретенова-Господинова, родена на 22 август 1943 г. в София и син Боян Обретенов, журналист, публицист и поет, роден на 21 март 1946 г. в София, от когото има внук Александър Обретенов.

### Политическа дейност до 1945
Става член на Българската комунистическа партия (БКП) от 1931 г., а от 1932 г. се занимава активно и с отговорна партийна дейност – член (1936 – 1941) и пълномощник на Окръжния комитет на БКП в София (1932, 1936) за работа с интелигенцията, развива организационна комунисническа дейност сред членовете на Българското инженерно-архитектурно дружество (БИАД). През 1937 г. става главен секретар на Инженерно-архитектурната камара.
За активната си комунистическа дейност на два пъти е интерниран – в Несебър (1938) и в Момчилград (1939). През 1941 г. преминава в нелегалност и е пълномощник на ЦК на БКП в Русе (1941), секретар на Окръжния комитет на БКП в Бургас (1942), където ръководи нелегалната дейност на БКП до Деветосептемврийския преврат от 1944 г. Издава брошури за политиката на БКП. Участва в създаването на партизанския отряд „Народен юмрук“. Рано сутринта на 9 септември 1944 г. сградата на общината в Бургас е завзета и секретарят на ОК на БКП Александър Обретенов провъзгласява новата отечественофронтовска власт.
След 9 септември, от края на 1944 г., работи в София, като заема различни длъжности в апарата на ЦК на БКП. Редактор е във вестинк „Работническо дело“ (1944). През 1945 г. заминава в Москва, където поддържа връзка с Георги Димитров.

### Политическа дейност след 1945 г. в областта на културата, науката, изкуствата и образованието
Александър Обретенов е председател на Камарата на народната култура (1945 – 1947), имаща за цел да обедини българската творческа интелигенция.
През есента на 1947 г. във връзка с новата Димитровска конституция Обретенов предлага нова структура, съчетаваща дейността на Министерството на пропагандата с всички други културни организации и творчески сдружения. На 23 декември 1947 г. се създава Комитетът за наука, изкуство и култура (КНИК). Комитетът затвърждава линията на тотален сталинистки идеологически и административен контрол, централизирано управление и масово производство на държавни културни събития, определяни според комунистическата терминология като „народна култура“ и работа на „културния фронт“. През 1948 Обретенов става подпредседател на КНИК, като председател е Вълко Червенков, а другите двама зам.-председатели са Рубен Аврамов и Карло Луканов.
В периода 1948 – 1950 г. Обретенов завеждащ сектор „Пропаганда на марксизма-ленинизма“ в ЦК на БКП.
От 1947 до 1952 г. е доцент по философия. Преподава марксистко-ленинска естетика в Държавната художествена академия (ВИИИ) (1947 – 1948) и във ВИТИЗ (1949 – 1953).
От 1952 до 1957 г. е професор по теория и история на архитектурата в Държавната политехника, по-късно Инженерно-строителен институт (ИСИ), където е и декан на Архитектурния факултет (1951 – 1958).
Той е главен редактор на списание „Архитектура“ (1954 – 1956) и на списание „Изкуство“ (1956 и 1968 – 1980). През 1957 г. е основател и първи главен редактор на вестник „Народна култура“ (днес вестник „Култура“) до 1958 г. Директор е на Института по изобразителни изкуства (после Ин-т по изкуствознание) при Българската академия на науките (БАН) от 1959 до 1988 г. Обретенов е секретар на Съюза на българските художници (1959 – 1963).
От позициите на комунистическата съветска идеология Обретенов разработва проблеми на изобразителното изкуство, архитектурата, музиката, театъра, литературата, естетиката и културата. Автор е на монографии, научни студии, статии и рецензии. Характерна особеност на неговия „марксистко-ленински“ научноизследователски подход е стремежът у да свързва общите идейно-естетически проблеми с актуалните политически тенденции в съвременното изкуство, да търси обединителното звено на всички художествени дейности – отношението към социалната действителност – „Изкуство и народ“ (1967), „Архитектура социалистической Болгарии“ (на руски, 1970), „Изкуство, партия, народ“ (1971) и др. В трудовете на Обретенов теоретичното осмисляне на художествените явления се свързва пряко с най-актуалните проблеми, възникнали в хода на художествената практика – „Борба за социалистическо изкуство“ (1950), „Изкуство и съвременност“ (1960). Големият опит на партиен функционер при организирането и ръководството на различни сектори в областта на културата и богатата ерудиция в школата на комунистическата философия и естетика помагат на Обретенов за написването на „Културната революция в България“ (1968). Възгледите му за богатство и многообразие на социалистическото изкуство и култура, за теоретично наследство, за взаимоотношение между действителност и изкуство са изложени в „За социалистическото изкуство и социалистическата култура“ (1973).

### Награди и отличия
Александър Обретенов е избран за:
- Член-кореспондент на БАН от 1961,
- Член на ЦК на БКП (1962 – 1972).

Удостоен е със званията:
- Заслужил деятел на културата (1963),
- Герой на социалистическия труд (1973),
- Народен деятел на културата (1975).

Удостоен е с ордените:
- Народна република България (1963)
- Георги Димитров (1973)
- Георги Димитров (1983)
- Командорска звезда на ордена „За заслуги към Полската народна република“ (1976).